# 和平法令
和平法令是由苏俄领导人弗拉基米尔·列宁起草，第二次全俄罗斯苏维埃代表大会于1917年11月8日十月革命成功后通过的一项法令。11月9日《消息报》发表。该法令提出俄罗斯立即退出第一次世界大战，最终通过《布列斯特-立陶夫斯克条约》的形式得以执行。美国总统伍德罗·威尔逊于1918年1月提出的“十四点和平原则”在很大程度上是对该法令的回应。